# Roland de Candé
Pour les articles homonymes, voir de Candé.
Roland Brillet de Candé plus connu sous le nom Roland de Candé est un musicologue français du XXe siècle, né le 22 juillet 1923 à Paris et mort le 20 novembre 2013 à Château-Gontier. Il est l'auteur de nombreux dictionnaires de la musique faisant référence.

## Biographie
Roland de Candé naît le 22 juillet 1923 dans le 7e arrondissement de Paris. Il est le fils de Jacques de Candé, propriétaire terrien, et de Marguerite de Candé, née Marguerite de Montholon et propriétaire du château de la Rivière-Bourdet. Enfant et adolescent, il étudie en internat à l'École Saint-Martin-de-France, un collège et un lycée privés situés à Pontoise, en région parisienne. Ensuite, dans l'enseignement supérieur, il étudie dans les facultés des lettres et des sciences de Paris. Finalement, à l'École spéciale de mécanique et d'électricité, école connue sous le nom de Sudria, il obtient un diplôme d'ingénieur.
En 1948, Roland de Candé devient cofondateur et directeur des « Semaines musicales internationales de Royaumont ». La même année, lors de la 3e assemblée générale des Nations unies, il y présente les activités des semaines de Royaumont en étant co-auteur (avec Gilbert Gadoffre, Jean Cassou, Claude Rostand, Norbert Dufourcq, Daniel-Lesur et Max Geiger) de la brochure de 18 pages intitulée « Royaumont ».
En dehors de ses activités culturelles et associatives, Roland de Candé est surtout connu pour son abondante littérature sur la musique, dont trois biographies de compositeurs : Vivaldi (1967), Bach (1984) et Liszt (1998), des guides et ouvrages critiques : L'Amateur de musique et la haute fidélité (1970), La Musique : un sens à retrouver (1972), Invitation à la musique : petit manuel d'initiation (1980) ou Les Chefs-d'œuvre classiques de la musique (2000), et surtout de nombreux dictionnaires et ouvrages de référence, comme Petite Histoire de la musique anglaise (1952), Dictionnaire de musique (1961), Dictionnaire des compositeurs (1964), Dictionnaire des musiciens (1964), Histoire universelle de la musique (1978) ou Nouveau Dictionnaire de la musique (1983), entre autres. Il collabore également à l'Encyclopædia Universalis par des articles comme « les Scarlatti », consacrés à Alessandro le père, Domenico, Pietro, Francesco et Giuseppe Scarlatti.
Roland de Candé fut aussi directeur artistique chez Ducretet-Thomson (1950–1960), monteur son et directeur du service musique chez Pathé Cinéma (1959–1968), créateur en 1967 d'un studio d'enregistrement et d'illustration sonore, compositeur de musique électro-acoustique pour le cinéma et l'audiovisuel, chercheur dans le domaine du son cinématographique, critique musical, membre du PEN club français, membre de la Société des gens de lettres, membre de la Société des auteurs, compositeurs et éditeurs de musique (la SACEM) et Commandeur des Arts et des Lettres.

## Vie privée
Roland de Candé épousa Hélène de Fraguier et devint veuf. 
De cette union naquit un enfant : François de Candé-Montholon. Ce dernier est journaliste et écrivain, auteur de livres et articles sur Napoléon Bonaparte : L'Énigme Napoléon résolue (avec René Maury, Albin Michel, janvier 2000), Journal secret d'Albine de Montholon, maîtresse de Napoléon à Sainte-Hélène (Albin Michel, février 2002), Lettre à Ben Weider du 2 octobre 2002, « Napoléon empoisonné ? » (article publié dans L'Express, le 6 décembre 2004).

## Décorations
- Commandeur de l'ordre des Arts et des Lettres (1998)[9]

## Ouvrages
- Petite Histoire de la musique anglaise, Paris, Larousse, 1952[10]
- Ouverture pour une discothèque, Paris, Seuil, coll. « Microcosme », 1956[10]
- Dictionnaire de musique, Paris, Seuil, coll. « Microcosme », 1961[10],[11]
- Dictionnaire des compositeurs, Paris, Seuil, coll. « Microcosme », 1964[12]
- Dictionnaire des musiciens, Paris, Seuil, coll. « Microcosme », 1964[10]
- Vivaldi, Paris, Seuil, coll. « Microcosme », 1967 (BNF 32939947)
- La Musique : histoire, dictionnaire, discographie, Paris, Seuil, 1969[10]
- L'Amateur de musique et la haute fidélité (avec Pierre Hémardinquer), Saint-Ouen, Bang & Olufsen, 1970[10]
- La Musique : un sens à retrouver, Saint-Ouen, Bang & Olufsen, 1972[10]
- Histoire universelle de la musique, Paris, Seuil, 1978  (ISBN 2-02-004976-7 et 2-02-004977-5)
- Invitation à la musique : petit manuel d'initiation, Paris, Seuil, 1980, 313 p. (ISBN 2-02-005596-1, OCLC 301371356, BNF 34641452)
- Nouveau Dictionnaire de la musique, Paris, Seuil, 1983  (ISBN 2-02-006575-4)
- Jean-Sébastien Bach, Paris, Seuil, 1984, 490 p. (ISBN 2-02-008505-4, OCLC 637340205, BNF 34763585)
- Dieux et divas de l'Opéra (vol. 1) : des origines à la Malibran (avec Roger Blanchard), Paris, Plon, 1986  (ISBN 2-259-01429-1 et 2-259-01650-2)
- Dieux et divas de l'Opéra (vol. 2) : de 1820 à 1950, grandeur et décadence du bel canto (avec Roger Blanchard), Paris Plon, 1987[10]
- Les Chefs-d'œuvre de la musique (vol. 1), de Machaut à Beethoven, Paris, Seuil, 1990[10]
- Les Chefs-d'œuvre de la musique (vol. 2), de Rossini à Berg : anthologie, Paris, Seuil, 1992[10]
- La Vie selon Franz Liszt : biographie, Paris, Seuil, 1998, 467 p. (ISBN 2-02-019887-8, OCLC 39523937, BNF 36706134)
- Les chefs-d'œuvre classiques de la musique, Paris, Seuil, 2000, 802 p. (ISBN 2-02-039863-X, OCLC 46473027, BNF 37105991, lire en ligne)